# 10508 Haughey
10508 Haughey eller 1988 RM4 är en asteroid i huvudbältet som upptäcktes den 1 september 1988 av den belgiske astronomen Henri Debehogne vid La Silla-observatoriet. Den är uppkallad efter amatörastronomen Ronald Haughey.
Den har en diameter på ungefär 7 kilometer.